# Distrikt Asquipata
Der Distrikt Asquipata liegt in der Provinz Víctor Fajardo in der Region Ayacucho in Südzentral-Peru. Der Distrikt wurde am 23. Dezember 1986 gegründet. Er besitzt eine Fläche von 71,4 km². Beim Zensus 2017 wurden 483 Einwohner gezählt. Im Jahr 1993 lag die Einwohnerzahl bei 503, im Jahr 2007 bei 488. Sitz der Distriktverwaltung ist die 3350 m hoch gelegene Ortschaft Asquipata mit 159 Einwohnern (Stand 2017). Asquipata liegt knapp 38 km südsüdöstlich der Provinzhauptstadt Huancapi.

## Geographische Lage
Der Distrikt Asquipata liegt im Andenhochland im äußersten Südosten der Provinz Víctor Fajardo. Der Río Sondondo, rechter Nebenfluss des Río Pampas, fließt entlang der östlichen Distriktgrenze nach Norden und entwässert dabei das Areal.
Der Distrikt Asquipata grenzt im Westen und im Norden an den Distrikt Apongo sowie im Osten und im Süden an den Distrikt Morcolla (Provinz Sucre).

## Ortschaften
Neben dem Hauptort gibt es folgende größere Ortschaften im Distrikt:
- Chihuire
- Morcolla Chico (230 Einwohner)